# The King of Kings (pel·lícula de 1927)
The King of Kings és una pel·lícula muda dirigida i produïda per Cecil B. DeMille i protagonitzada per H. B. Warner que narra les darreres setmanes de la vida de Jesús a partir d’un guió de Jeanie MacPherson. Estrenada el 19 d’abril de 1927 és la segona incursió de DeMille en el tema bíblic.

## Argument
La pel·lícula comença amb una festa a casa de la cortesana Maria Magdalena que està enamorada de Judes. Aquesta s’assabenta de la gran devoció que aquest té per Jesús i decideix veure aquest home amb els seus propis ulls. A partir d’aquí la pel·lícula narra els principals episodis de la vida de Jesús en dues parts. La primera part tracta dels esdeveniments durant la seva predicació, en particular de la expulsió dels set pecats mortals de Maria Magdalena, de la resurrecció de Llàtzer, l'expulsió dels mercaders del temple i la instrucció del Parenostre. La segona meitat tracta de la Passió de Crist: l’últim sopar, la traïció de Judes, el judici davant Pilat, la càrrega de la creu fins al calvari, la crucifixió, la resurrecció i l’ascensió.

## Repartiment
- H. B. Warner (Jesús de Natzaret)
- Dorothy Cumming (Maria, mare de Jesús)
- Ernest Torrence (Sant Pere)
- Joseph Schildkraut Judes Iscariot
- James Neill Jaume el Major)
- Joseph Striker (Joan l’apòstol)
- Robert Edeson (Mateu apòstol)
- Sidney D'Albrook (Tomàs apòstol)
- David Imboden (Andreu apòstol)
- Charles Belcher (Felip apòstol)
- Clayton Packard (Bartomeu apòstol)
- Robert Ellsworth (Simó el leprós)
- Charles Requa (Jaume el Menor)
- John T. Prince (Judes Tadeu)
- Jacqueline Logan (Maria Magdalena)
- Rudolph Schildkraut (Caifàs)
- Sam De Grasse (fariseu)
- Casson Ferguson (escriba)
- Victor Varconi (Ponç Pilat)
- Majel Coleman (esposa de Ponç Pilat)
- Montagu Love (centurió romà)
- William Boyd (Simó de Cirene)
- Mickey Moore (Marc (evangelista))
- Theodore Kosloff (Malc (servent de Caifàs)))
- George Siegmann (Barrabàs)
- Julia Faye	(Marta de Betània)
- Josephine Norman (Maria de Betània)
- Kenneth Thomson (Llàtzer de Betània)
- Alan Brooks (Satanàs)
- Viola Louie (adúltera)
- Muriel McCormac (cega)
- Clarence Burton (Dimes el Bon Lladre)
- James Mason (Gestas, el Mal Lladre)
- May Robson (mare de Gestas)
- Dot Farley (serventa de Caifàs)
- Hector Sarno (fuster de Galilea)
- Leon Holmes (noi imbècil)
- Otto Lederer (Eber, un fariseu)
- Bryant Washburn (jove romà)
- Lionel Belmore (noble romà)
- Monte Collins (jueu ric)
- Lucio Flamma (seductor de Galilea)
- Sojin Kamiyama (príncep de Pèrsia)
- André Cheron (mercader ric)
- Willy Castello (noble babiloni)
- Noble Johnson (conductor de carro)
- James Farley (botxí)
- James Dime (soldat romà)
- Edythe Chapman (no surt als crèdits)
- Dale Fuller (dona a la crucifixió, no surt als crèdits)
- Mabel Van Buren (no surt als crèdits)
- Julia Swayne Gordon (no surt als crèdits)

## Producció
El 1924, Adolph Zukor va intentar renegociar el contracte de DeMille amb la Paramount per tal d’aturar el nivell de despesa que suposava cada pel·lícula del director. El resultat va ser la cancel·lació total del contracte. DeMille no va perdre temps i va adquirir els Thomas Ince Studios per començar una nova aventura (la tercera) com a productor independent amb el segell DeMille Studios. Aquesta aventura començà amb el que alguns crítics han considerat la seva millor pel·lícula, “The King of Kings” i la que ell estimà més. Amb un cost aproximat de 1.265.000 dòlars, va ser una de les pel·lícules de més èxit d’aquell any, aconseguint una recaptació de al voltant de 2.640.000 dòlars.